# Enrico Bertini
Enrico Bertini (Prato, 1º aprile 1907 – ...) è stato un calciatore italiano, di ruolo centrocampista.

## Carriera
Dopo gli esordi con il Prato, con cui compie la scalata dalla Terza alla Prima Divisione, nel 1927 viene inserito nelle liste di trasferimento per svolgere il servizio militare a Bologna.
Nel 1929 passa alla Pistoiese, con cui debutta in Serie B nella stagione 1929-1930 e disputa sette campionati cadetti per un totale di 131 presenze e 12 reti.
Lascia la squadra toscana al termine della stagione 1936-1937, per trasferirsi al Pontedera.

## Palmarès

### Club

#### Competizioni regionali
- Campionato italiano di terza divisione: 1

Prato: 1924-1925